# Coupe d'Afrique des nations junior 2011
Navigation
2009 2013
La Coupe d'Afrique des nations junior 2011 s'est déroulée en Afrique du Sud du 17 avril au 2 mai 2011. Elle devait à l'origine avoir lieu en Libye du 18 mars au 1er avril mais a été reportée et déplacées en raison de la situation politique.
Les 2 premiers de chaque groupe se qualifient pour la Coupe du monde des moins de 20 ans 2011.

## Pays participants
- Afrique du Sud
- Cameroun
- Égypte
- Gambie
- Ghana
- Lesotho
- Mali
- Nigeria

## Phase de groupes

### Groupe A
| Équipe         | J | G | N | P | Bp | Bc | Diff | Pts |
| -------------- | - | - | - | - | -- | -- | ---- | --- |
| Mali           | 3 | 2 | 1 | 0 | 6  | 3  | +3   | 7   |
| Égypte         | 3 | 2 | 0 | 1 | 3  | 1  | +2   | 6   |
| Afrique du Sud | 3 | 1 | 0 | 2 | 4  | 6  | −2   | 3   |
| Lesotho        | 3 | 0 | 1 | 2 | 2  | 5  | −3   | 1   |

| 17 avril 2011 | Afrique du Sud  | 2–4 | Mali                                         | Dobsonville Stadium, Johannesburg |  |
|               | Nguzana 20e 77e |     | Doumbia 11e · Coulibaly 22e 38e · Diallo 67e |                                   |  |

| 17 avril 2011 | Égypte                        | 2–0 | Lesotho |  |
|               | Hegazy 46e · Salah 63e (pen.) |     |         |  |

| 20 avril 2011 | Lesotho       | 1–2 | Afrique du Sud            | Dobsonville Stadium, Johannesburg |  |
|               | L. Marabe 66e |     | Koapeng 22e · Nguzana 32e |                                   |  |

| 20 avril 2011 | Mali       | 1–0 | Égypte | Dobsonville Stadium, Johannesburg |
|               | Konaté 65e |     |        |                                   |

| 23 avril 2011 | Mali      | 1–1 | Lesotho     | Bidvest Stadium, Johannesburg |  |
|               | Ballo 17e |     | Mosiuda 82e |                               |  |

| 23 avril 2011 | Afrique du Sud | 0–1 | Égypte    | Dobsonville Stadium, Johannesburg |  |
| 15:00         |                |     | Hamdy 45e |                                   |  |

### Groupe B
| Équipe   | J | G | N | P | Bp | Bc | Diff | Pts |
| -------- | - | - | - | - | -- | -- | ---- | --- |
| Cameroun | 3 | 2 | 1 | 0 | 3  | 1  | +2   | 7   |
| Nigeria  | 3 | 2 | 0 | 1 | 4  | 2  | +2   | 6   |
| Ghana    | 3 | 0 | 2 | 1 | 3  | 4  | −1   | 2   |
| Gambie   | 3 | 0 | 1 | 2 | 1  | 4  | −3   | 1   |

| 18 avril 2011 | Ghana      | 1–2 | Nigeria        | Dobsonville Stadium, Johannesburg |  |
|               | Boakye 31e |     | Nwofor 17e 82e |                                   |  |
|               | Report     |     |                |                                   |  |

| 18 avril 2011 | Cameroun | 1–0 | Gambie | Dobsonville Stadium, Johannesburg |
|               | Salli    |     |        |                                   |
|               | Report   |     |        |                                   |

| 21 avril 2011 | Nigeria | 0–1 | Cameroun      | Dobsonville Stadium, Johannesburg |
|               |         |     | Ohandza 45+1e |                                   |
|               | Report  |     |               |                                   |

| 21 avril 2011 | Gambie     | 1–1 | Ghana      | Dobsonville Stadium, Johannesburg |  |
|               | Jammeh 22e |     | Boakye 88e |                                   |  |
|               | Report     |     |            |                                   |  |

| 24 avril 2011 | Ghana     | 1–1 | Cameroun   | Dobsonville Stadium, Johannesburg |  |
|               | Chana 20e |     | Mbongo 90e |                                   |  |

| 24 avril 2011 | Nigeria                     | 2–0 | Gambie | Bidvest Stadium, Johannesburg |
|               | Kayode 65e · Olamilekan 77e |     |        |                               |
|               | Report                      |     |        |                               |

## Phases finale

### Demi finales
| 28 avril 2011 | Mali   | 0–2 | Nigeria                         | Dobsonville Stadium, Johannesburg |
|               |        |     | Nwofor 22e · Okoro 90+2e (pen.) |                                   |
|               | Report |     |                                 |                                   |

| 28 avril 2011                     | Égypte      | 0–0                                              | Cameroun | Dobsonville Stadium, Johannesburg |  |
|                                   |             |                                                  |          |                                   |  |
|                                   | Report      |                                                  |          |                                   |  |
| Hegazy · Hamdy · Ibrahim · Ashraf | Tirs au but | Songo’o · Nyatchou Ndema · Mvom-Mbeyo'o · Banana |          |                                   |  |

### Troisième place
| 1er mai 2011 | Mali   | 0–1 | Égypte    | Dobsonville Stadium, Johannesburg |
|              |        |     | Hamdy 48e |                                   |
|              | Report |     |           |                                   |

### Finale
| 1er mai 2011 | Nigeria                               | 3–2 | Cameroun                | Dobsonville Stadium, Johannesburg |  |
|              | Kayode 75e · Nwofor 80e · Envoh 90+2e |     | Ohandza 82e · Salli 85e |                                   |  |
|              | Report                                |     |                         |                                   |  |

## Résultat
| CAN 2011 Junior Vainqueur |
| ------------------------- |
| Nigeria 6e titre          |

### Qualification pour le Championnat du monde junior
Les quatre équipes les plus performantes se sont qualifiées pour la Coupe du monde de football des moins de 20 ans 2011.
- Nigeria
- Cameroun
- Égypte
- Mali

## Buteurs
4 buts
- Uche Nwofor

3 buts
- Lucky Nguzana

2 buts
| - Frank Ohandza - Edgar Salli - Mohamed Hamdy | - Richmond Boakye - Kalifa Coulibaly - Olarenwaju Kayode |

1 but
| - Emmanuel Mbongo - Ahmed Hegazy - Mohamed Salah - Baboucarr Jammeh - Kwame Chana - Litsepe Leonty Marabe - Amara Konaté | - Cheick Doumbia - Ibrahim Diallo - Terry Envoh - Ramon Azeez - Stanley Okoro - Letsie Koapeng |